# Arno van Zwam
Arno van Zwam, född 16 september 1969, är en nederländsk tidigare fotbollsspelare.
Han blev utsedd till J.Leagues "Best Eleven" 2001.